# David Mourão-Ferreira
David Mourão-Ferreira, eigentlich David de Jesus Mourão-Ferreira (* 24. Februar 1927 in Lissabon, Portugal; † 16. Juni 1996 ebenda) war ein portugiesischer Schriftsteller. Er gilt als einer der bedeutendsten Schriftsteller Portugals des 20. Jahrhunderts. Er war sowohl als Lyriker, Dramatiker, Kritiker, Romancier, Erotiker, Drehbuchautor und Essayist, also auch als Redakteur und Chefredakteur diverser Magazine und Zeitungen tätig. Ebenso war er als Politiker Staatssekretär für Kultur (1976–1978 und 1978/79), sowie Funktionär in diversen portugiesischen Schriftstellerverbänden.

## Leben
Er wurde in Lissabon geboren und veröffentlichte sein erstes Gedicht mit 18 Jahren in der Zeitung Seara Nova. Sein erstes eigenes Buch erschien 1950 unter dem Titel „A Secreta Viagem“ und war ein Gedichtband. Als Student schrieb er sich 1945 an der Literarischen Fakultät der Universität Lissabon ein, wo er Romanische Philologie studierte. Seine Professoren waren Hernâni Cidade und Jacinto Prado Coelho. Von 1952 bis 1957 war er wissenschaftlicher Assistent an derselben Fakultät. 1963 bis 1970 schließlich erfolgte die Ernennung zum ordentlichen Professor für Literatur an der Literarischen Fakultät. Es folgten unzählige Veröffentlichungen in Magazinen und Zeitungen, allein gut 350 Kritiken in gut 50 Zeitungen und viele eigene Bücher.
Mourão-Ferreira arbeitete als Chefredakteur für namhafte Zeitungen und Magazine: Direktor des Magazins Tavola Redonda (1954 bis 1966), Direktor der Zeitung A Capital (1974) sowie der Zeitung O Dia (1975/1976). 1984 bis 1996 war er Redakteur des Magazins Coloquia/Letras.
Als Erotiker war er einer von ganz wenigen Autoren in Portugal, die unverblümt über erotische und bisweilen auch pornographische Themen offen schrieben.
In der TV-Miniserie Um Amor Feliz (Eine glückliche Liebe) 1991 ist er als Schauspieler zu sehen. Für mindestens vier Filme schrieb er das Drehbuch, auch schrieb er für den Film Fado Corrido den Text für den darin gesungenen Fado „Madrugada de Alfama“. Auch war er für das Fernsehen und das Radio tätig.
Als Kritiker schrieb er von 1954 bis 1966 bei der Zeitung Diario Popular. Er war Mitbegründer der Internationalen Gesellschaft für Literarische Kritik 1969 in Parma, Italien. Er war Präsident der Sociedade Portuguesa de Escritores (1965 bis 1974), der Associacao Portuguesa de Escritores (1984 bis 1986), des portugiesischen PEN-Clubs (1991), Mitglied der Akademie der Wissenschaften von Lissabon (1974 bis 1996), korrespondierendes Mitglied der Academia Brasileira de Letras (1981 bis 1996, Cadeira 5) und der Academie Europeene de Paris.
Er war zweimal verheiratet und hatte zwei Kinder.

## Werk (Auswahl)
- A secreta Viagem, 1950, Gedichte.
- Contrabando, 1956, Theaterstück.
- Vinte poetas comteporeanos, 1960, Essays.
- Inifinito Pessoal, 1962, Gedichte.
- In Memoriam Memorie, 1962, Gedichte.
- O irmao, Theaterstück, 1965.
- Hospital das letras, 1966, Essays.
- Ode a Musica, 1980, Gedichte.
- O corpo iluminado, 1987, Gedichte.
- Nos Passos de Pessoa, 1988, Essays.
- Lisboa-Luzes e Sombras, 1994, Gedichte.
- Musica de Cama, 1994, Gedichte.

## Drehbuchautor (Auswahl)
- Almada Negreiros vivo hoje (Dokumentation), 1970.
- Um Amor Feliz, (TV-Miniserie), 1991.
- A Castro, (Fernsehfilm), 1992.

## Preise und Auszeichnungen (Auswahl)
- Chevalier de l’Ordre des Arts et des Lettres der Französischen Republik, 1973.
- Großkreuz des Rio-Branco-Ordens der Föderativen Republik Brasilien, 1976.
- Premio Jacinto Prado Coelho, 1988.
- Großoffizier und Großkreuz de Santiago de Espada der Portugiesischen Republik, 1981, 1996.